# NexGen (企業活動)
NexGenは世界の有名大学の学生が日本のベンチャー企業や大企業で2週間、インターンシップを経験するプログラム。
第1回は2014年に開催され、アクティブラーニング社（代表 羽根拓也）とForbes JAPANが共同で主催した。

## 概要
世界の優秀な大学の学生が、日本の大企業にてインターンシップを行っていたのだが、日本の企業の閉鎖的な古い体制のために、インターンの評価は低かった。
若い世代の知見が企業に貢献できる形はないかと羽根が提案し始めた。
過去の参加学生は、ハーバード大学、スタンフォード大学、シカゴ大学、ペンシルバニア大学など世界を代表する有名大学から集まった。

## テーマと開催場所
2017、2018年は東京とシンガポールの二箇所で開催された。
2018年：「ブロックチェーン」と「トランスフォーミング」

## 参加学生と参加企業

### 2016年
学生の出身校：ハーバード大学、ブラウン大学、ペンシルバニア大学、デリー大学、慶應義塾大学
企業：C CHANNEL(社長：LINE元代表取締役の森川亮)、ABEJA(IoTやビッグデータの商用利用に取り組む)、アイレップ(デジタルマーケティング分野)、ロフトワーク(オープンコラボレーション)、合計4社。

### 2018年
学生の出身校：ハーバード大学、スタンフォード大学、シカゴ大学、シンガポール・マネジメント大学
企業：ワンテーブル（本社 宮城県名取市）、エンタメコイン